# Chivalry II
Chivalry II est un jeu vidéo multijoueur d'action développé par Torn Banner Studios et édité par Tripwire Interactive, sorti le 8 juin 2021 sur PlayStation 4, PlayStation 5, Xbox One, Xbox Series et Windows.

## Gameplay
Chivalry 2 est un jeu d'action joué à la première ou troisième personne, à cheval ou a pied.
Dans ce jeu, les joueurs sont pourvu d'armes de mêlée tel que des marteau d'armes, des masses d'armes, d'épées à deux mains ou de haches de guerre. De plus, les armes de jets sont également disponible, tel que des arcs, des arbalètes ou des javelots. Les joueurs peuvent également utiliser les objets environnants comme des armes par destination, comme des chopes ou la tête de leurs ennemis. Il y a trois manières d'attaquer avec une arme : l'estoc, l'attaque verticale ou l'attaque horizontale, qui peuvent être combinées pour faire un combo. Les attaques peuvent être chargées pour faire une attaque lourde, plus lente mais infligeant de plus lourds dégats. Les joueurs peuvent bloquer les attaques adverses, et, dans le bon délais peuvent les parer pour contre-attaquer. De plus, les joueurs doivent faire attention à leur manière d'attaquer, car le tir ami est activé. Enfin, les joueurs peuvent lancer leur armes (ou quelconque objet ramassé) et les lancer, les laissant sans défense.

### Documentaire vidéo
(en) [vidéo] Noclip, « How Chivalry 2 Recreated Epic Medieval War », sur YouTube, 25 octobre 2021.